# Eva Balaguer-Cortés López
Eva Balaguer-Cortés López (Zaragoza, 1 de abril de 1965) es una escritora española, autora de relatos y cuentos, principalmente de literatura infantil y juvenil, y ganadora de diversos premios literarios, como el prestigioso Certamen Internacional de Literatura Sor Juana Inés de la Cruz de México, en su categoría de cuento infantil.

## Biografía
Graduada en Arte Dramático en Zaragoza, actuó en diversas obras de teatro durante los primeros años de su vida profesional. Posteriormente abandonaría el mundo artístico, para estudiar Administración y Secretariado, obteniendo trabajo como funcionaria de la administración pública.  Está divorciada y tiene dos hijos.
De vocación tardía, su primer relato fue premiado con el primer Premio Relatos de Mujeres 2009 del Ayuntamiento de Castellón. Desde entonces ha compaginado su trabajo como secretaria de dirección con la literatura.  En este período ha ganado una quincena de certámenes literarios y ha publicado diversos relatos en varias recopilaciones. En 2014 la editorial Edebé editó su primera novela La elegida de la Diosa orientada al público juvenil y seleccionada durante ocho años como lectura curricular para primero y segundo de la ESO en numerosos colegios aragoneses.La misma obra ha sido traducida al turco y publicada por la editorial Final de Turquía bajo el título de Seçilmis, con gran éxito de ventas. 
En 2016 ganó uno de los más prestigiosos y mejor dotados premios del estado de México, el Certamen Internacional de Literatura Sor Juana Inés de la Cruz en la categoría de cuento infantil con su obra El club de los gallinas, editado en México como álbum ilustrado. 
En 2018 queda finalista en el Premio Julio Coba de la editorial Libresa de Ecuador, publicando el cuento infantil ilustrado: El dragón pompero.
En 2020 hace una pequeña incursión como dramaturga con su obra de microteatro In memoriam, representada en Madrid por la Asociación Trotea y publicada por la editorial Ñaque en un recopilatorio.
Forma parte de la Asociación Aragonesa de Escritores (A.E.E.) y de la SGAE.  
Ha impartido charlas en colegios e institutos aragoneses y ha participado en conferencias, encuentros y mesas redondas organizadas por la A.E.E. 

## Obras literarias
- Victoria, ISBN 978-84-96983-38-0 (Ayuntamiento de Castellón. Premio Relatos de Mujeres, 2009)[4]
- La fuerza de la sangre, ISBN 978-84-96983-54-0 (Ayuntamiento de Castellón .Premio Relatos de Mujeres, 2010)[5]
- 59072 (Recopilado en 150 Autores, 150 Vivencias, ISBN 978-84-938955-2-5, Editorial Oriola, 2013)[6]
- El depredador del pantano (Recopilado en Escrito en el agua, ISBN 978-84-15973-48-5, Reino de Cordelia, 2014)[7]
- Margaritifera auricularia, ISBN 978-84-16155-21-7 (Ayuntamiento de Castellón. Premio Relatos de Mujeres, 2014)[8]
- La elegida de la diosa, ISBN 978-84-683-1220-0 (Edebé, 2014)[9]
- 1610, ISBN 978-84606-7312-5 ( Ayuntamiento de La Luisiana, Sevilla, 2015)
- El club de los gallinas, ISBN 978-607-495-488-3 (Secretaría de Educación del Gobierno del Estado de México, 2016)[10]
- Vecinos, ISBN 978-84-617-6064-0 (Ayuntamiento de Binefar, Huesca, 2017)
- El pañuelo de la chica, ISBN 978-84-16155-80-4 (Ayuntamiento de Castellón. Premio Relatos de Mujeres, 2019)
- El dragón pompero. ISBN 978-9978-49-621-3 (Editorial Libresa, Ecuador, 2019)
- In Memoriam ISBN 978-84-18669-24-8 Microteatro, quince obras con premio. (Ñaque, Trotea, 2023)

## Premios Literarios
- 1er Premio "Relatos de Mujeres" de la Concejalía de Igualdad del Ayuntamiento de Castellón, por "Victoria", 2009.[11]
- Accésit del XXVI Premio de cuentos "Ciudad de Elda", Alicante, por "Hipototomostruopedalofobia", 2010.
- 1er Premio "Relatos de Mujeres" de la Concejalía de Igualdad del Ayuntamiento de Castellón, por "La fuerza de la sangre", 2010.
- 1er Premio Literario "Villa de Benasque" en la categoría de narrativa de autores aragoneses, por "Jornada Partida",2011.[12]
- 1er Premio Narraciones Cortas "Villa de Torre Pacheco" Murcia, por "El rosario del Padre Damián", 2012.[13]
- 2º Premio del XVII Concurso de relato breve "Villa de Binéfar", Huesca, por "Vecinos". 2013.
- 2º Premio del III Certamen de relatos "Pablo de Olavide", La Luisiana, Sevilla, por "1.610", 2014.
- 1er Premio "Relatos de Mujeres" de la Concejalía de Igualdad del Ayuntamiento de Castellón, por "Margaritifera Auricularia", 2014.
- 2º Premio del IV Concurso de relatos breves "María Moliner" del Ayuntamiento de Utebo (Zaragoza), por "Periplo", en 2015.
- 2º Premio del concurso de narrativa "Háblame de amor y amistad" del Montepío de Teléfonos, por "Un paquete de ducados", 2015.
- 1er Premio Certamen Internacional de Literatura Sor Juana Inés de la Cruz , del estado de México, en la categoría de cuentos infantiles, por "El club de los gallinas", 2016.[14]
- Premio Certamen de "Cartas de Amor y Desamor de Almuñécar", Granada, por "Corazón de piedra", 2018.[15]
- Finalista del Premio "Julio Coba" de la Editorial Libresa de Ecuador, por "El dragón pompero", 2018.
- 1er Premio "Relatos de Mujeres" de la Concejalía de Igualdad del Ayuntamiento de Castellón, por "El pañuelo de la chica", 2019.
- 3er premio del 2º Certamen de microteatro de la Asociación Trotea de Madrid, por "In memoriam", representada en 2020.
- 2º Premio del XVII Concurso de relato corto "Ciudad de Caspe" (Zaragoza), por "La republicana", 2023.

## Cursos de formación literaria
- Curso "Estilo Literario" en Aula de Escritores de Barcelona
- Curso "Escribir y reescribir" en Talleres Fuentetaja de Madrid
- Curso "Redacción y estilo" en Escuela de escritores de Madrid
- Curso "La novela y su estructura" en Aula de escritores de Barcelona
- Taller de Narrativa de la Universidad de Zaragoza con los escritores: José Luis Corral, Santiago Posteguillo, Javier Sierra, José Calvo Poyato, Rosario Raro y Alejandro Corral.